# Волас (Флорида)
Волас (енгл. Wallace) насељено је место без административног статуса у америчкој савезној држави Флорида.

## Демографија
По попису из 2010. године број становника је 1.785.
| Група             | 2000.    | 2010.         |
| Белци             | 0 (0,0%) | 1.659 (92,9%) |
| Афроамериканци    | 0 (0,0%) | 25 (1,4%)     |
| Азијати           | 0 (0,0%) | 18 (1,0%)     |
| Хиспаноамериканци | 0 (0,0%) | 23 (1,3%)     |
| Укупно            | 0        | 1.785         |